# Wang Hanbin
Wang Hanbin (chinesisch 王汉斌; * 1925 in Hui’an, Fujian) ist ein chinesischer Politiker der Kommunistischen Partei Chinas (KPCh), der unter anderem zwischen 1988 und 1998 Vize-Vorsitzender des Ständigen Ausschuss des Nationalen Volkskongresses sowie von 1992 bis 1997 Kandidat des Politbüros der Kommunistischen Partei Chinas war.

## Leben
Wang Hanbin, der zum Han-Volk gehört, wurde 1941 als Sechzehnjähriger Mitglied der Kommunistischen Partei Chinas (KPCh). Er schloss 1946 ein Studium an der Vereinigten Südwest-Universität ab und war nach Gründung der Volksrepublik China am 1. Oktober 1949 zwischen 1949 und 1958 Sekretär des Parteikomitees von Peking. Im Anschluss fungierte er von 1958 bis zum Beginn der Kulturrevolution 1966 als stellvertretender Generalsekretär des Parteikomitees von Peking. 1977 wurde Wang, von dem bis dahin keine Funktionen bekannt sind, Direktor der Sektion Politische Forschung der Chinesischen Akademie der Wissenschaften und hatte diese Funktion bis 1979 inne. Auf dem XII. Parteitag der KPCh (1. bis 12. September 1982) wurde er erstmals Mitglied des Zentralkomitees (ZK) und gehört diesem nach seiner Wiederwahl auf dem XIII. Parteitag der KPCh (25. Oktober bis 2. November 1987) sowie dem XIV. Parteitag der KPCh (12. bis 19. Oktober 1992) bis zum 19. September 1997 an.
Als Nachfolger von Yang Shangkun übernahm Wang am 6. Juni 1983 den Posten als Generalsekretär des Ständigen Ausschuss des Nationalen Volkskongresses und bekleidete dieses bis zum 25. März 1988, woraufhin Peng Chong seine Nachfolge antrat. Anschließend wurde er am 13. April 1988 einer der Vize-Vorsitzenden des Ständigen Ausschusses des Nationalen Volkskongresses und hatte dieses Amt in der siebten und achten Legislaturperiode des Nationalen Volkskongresses (NVK) fast zehn Jahre lang bis zum 25. März 1998 inne. Auf dem XIV. Parteitag der KPCh (12. bis 19. Oktober 1992) wurde er außerdem Kandidat des Politbüros der Kommunistischen Partei Chinas und bekleidete diese Funktion ebenfalls bis zum 19. September 1997.